# Peebles Rovers Football Club
Maillots
Peebles Rovers Football Club est un club semi-professionnel de football écossais basé à Peebles, Scottish Borders créé en 1893, membre de la Scottish Football League de 1923 à 1926.

## Histoire
Le club a été fondé en 1893, ils jouèrent dans des ligues régionales mais aussi dans la Scottish Football Union de 1909 à 1912 puis de nouveau en 1914-15 (et dont ils remportèrent la compétition en 1910-11). Ils s'engagèrent par ailleurs pour la première en Coupe d'Écosse en 1907-08, avec une défaite 0-4 contre le Celtic. Ils intégrèrent la Scottish Football League en 1923, à la suite de la création de la Division 3. Ils y restèrent trois saisons, jusqu'à la disparition de la Division 3 en 1926.
Ils terminèrent ces trois saisons, respectivement à la 14e, 8e et 14e place, pour un total cumulé de 86 matches, 28 victoires, 15 matches nuls et 43 défaites, pour 159 buts inscrits et 190 concédés. 
Ils intégrèrent ensuite de nouveau des ligues mineures, dont l'East of Scotland Football League. En 1966, ils quittèrent le monde semi-professionnel pour rejoindre des ligues amateurs, jusqu'en 1980 où ils rejoignirent de nouveau l'East of Scotland Football League et le monde semi-professionnel. 
De 2006 à 2010, ils évoluèrent sous un nom différent, le Peebles Football Club.

## Palmarès
- Vainqueur de la Scottish Qualifying Cup en 1953